# この場所に生まれた僕達は いつも何が出来るかを考えている
「この場所に生まれた僕達は いつも何が出来るかを考えている」(このばしょにうまれたぼくたちは いつもなにができるかをかんがえている)は、アンダーグラフの4枚目のアルバム。

## 概要
初回限定盤のみDVD付き。「命」と「希望」の2つをテーマにした自身初となるコンセプト・アルバムで、初めから終わりまで聴くと、生まれてから死ぬまでの「人生」のようになる。

## 収録曲
1. Birth
ドラム谷口のボーカル曲。
名前の通り「出生」がコンセプトになっている。
2. 春風満帆
3. 地球船
4. Sekai-no-Kibou
8thシングルの引換券でライブ会場にて交換可能だった「六十六泊六十五日 乃 楽園 参加記念CD」に収録。レギュラー収録は初めて。
5. puberty
Instrumental曲。
名前の通り「思春期」がコンセプトになっている。
6. ジャパニーズ ロック ファイター
8thシングル。
7. 幸福連鎖
8. 記憶
9thシングルの初回盤カップリングにライブバージョンで収録された曲。スタジオ音源としては本作が初収録。
9. 遥かなる道
配信限定シングル。本作で初CD化。
10. 僕に何が出来るか、考えている。
11. 心の瞳
9thシングル。
12. ル (Album Version)
シングル「ジャパニーズ ロック ファイター」カップリング曲のアルバムバージョン。イントロにはアウトロの打ち込み音の逆再生と曲のラストの歌詞が流れる。
13. 二人
14. 流転
「死」がコンセプトになっている。

### 初回限定盤DVD
1. ジャパニーズ ロック ファイター PV
2. 心の瞳 PV
3. 結成10周年インタビュー